# Ride Solution
Ride Solution é um empresa de transporte público norte-americana, sediada em Palatka, Florida.
É a responsável pela operação dos sistemas de transporte Ônibus, Ônibus expresso, e Paratransit (STS).